# Klenovac
Klenovac es una localidad de Croacia en el municipio de Perušić, condado de Lika-Senj.

## Geografía
Se encuentra a una altitud de 578 m s. n. m. a 196 km de la capital nacional, Zagreb.

## Demografía
En el censo 2011 el total de población de la localidad fue de 32 habitantes.
| Gráfica de población de Klenovac 1857-2011                          |
|                                                                     |
| Según los censos de población de la oficina estadística de Croacia. |